# 곤도 간타
곤도 간타(일본어: 近藤 貫太, 1993년 8월 11일 ~ )는 일본의 전 축구 선수이다.

## 구단 경력
과거 에히메 FC에서 활동하였다.